# Велвендски манастир
 Тази статия е за манастира „Света Троица“.  За църквата в градчето вижте Света Троица (Велвендо).  За метоха „Света Троица“ вижте Велвендски метох.
Велвендският манастир „Света Троица“ (на гръцки: Αγίας Τριάδας Βελβεντού) е женски манастир в Република Гърция, разположен на територията на дем Велвендо, област Западна Македония, част от Сервийската и Кожанска епархия на Вселенската патриаршия.
Манастирът е разположен вдясно от пътя Велведно – Катафиги на 900 m надморска височина в Шапка. Датата на основаване е неизвестна, като първото сведение за манастира е от 1652 година. Сградите на манастира, които са оцелели и до днес, и които през годините са ремонтирани много пъти са църква и двуетажен конак. Те са разположени в двор с две врати, едната от западната страна, която е и камбанарията и една от северната страна, която е най-новият конак. Старият храм, построен от основателя на манастира йеромонах Макарий, не е запазен. Сегашната църква на манастира е построена на същото място. Сред иконите на църквата най-стари са две – „Света Троица“, датирана 1748 г. и „Исус Христос“.